# Scutellidium australe
Scutellidium australe is een eenoogkreeftjessoort uit de familie van de Tisbidae. De wetenschappelijke naam van de soort is voor het eerst geldig gepubliceerd in 1912 door Thomas Scott.